# Tobias Franzmann

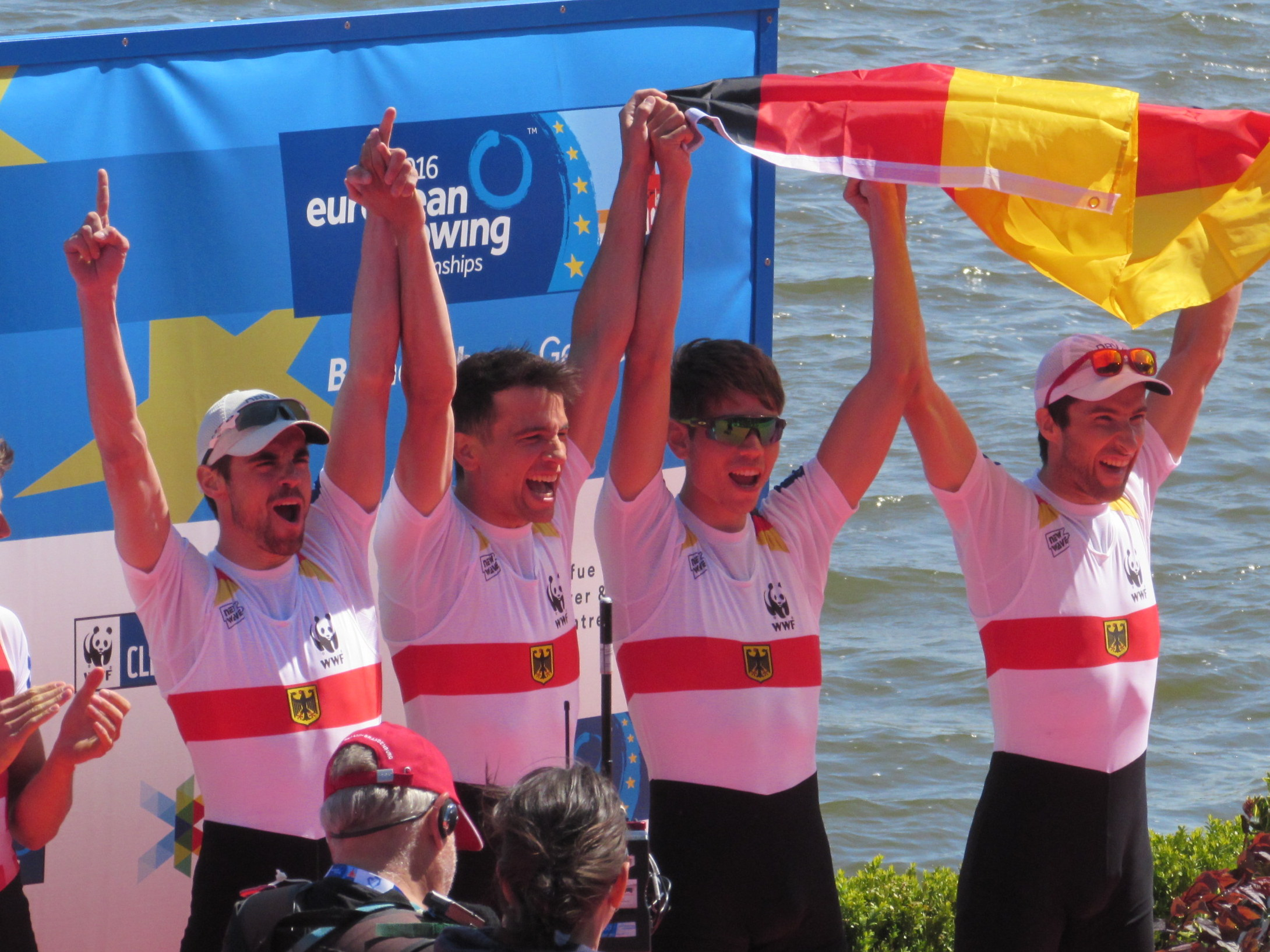
Von rechts: Jonathan Koch, Lucas Schäfer, Tobias Franzmann, Lars Wichert, Ruder-EM 2016.

Tobias Franzmann (* 8. Dezember 1990 in Saarbrücken) ist ein ehemaliger deutscher Leichtgewichts-Ruderer. Seine größten Erfolge sind zwei Siege bei den Weltmeisterschaften 2014 und 2015 im Leichtgewichts-Achter.
2010 gewann Tobias Franzmann mit Jost Schömann-Finck und den Brüdern Jochen und Martin Kühner den deutschen Meistertitel im Leichtgewichts-Vierer ohne Steuermann. Bei den U23-Weltmeisterschaften 2011 belegte Franzmann mit dem Leichtgewichts-Vierer den vierten Platz, im Jahr darauf gewann er bei den U23-Weltmeisterschaften 2012 zusammen mit Can Temel die Bronzemedaille im Leichtgewichts-Zweier ohne Steuermann. 2013 gewannen Franzmann, Stefan Wallat, Daniel Wisgott und Lasse Antczak den Titel im Vierer bei der Sommer-Universiade 2013.
In der Erwachsenenklasse gewannen Franzmann und Temel bei den Weltmeisterschaften 2014 mit dem Leichtgewichts-Achter. Ein Jahr später verteidigte der deutsche Achter mit Franzmann seinen Titel aus dem Vorjahr. Bei der Sommer-Universiade 2015 belegten Franzmann, Stefan Wallat, Torben Neumann und Can Temel den zweiten Platz im Leichtgewichts-Vierer. 2016 trat Franzmann zusammen mit Jonathan Koch, Lucas Schäfer und Lars Wichert im Leichtgewichts-Vierer an. Bei den Europameisterschaften in Brandenburg an der Havel gewann dieser Vierer die Bronzemedaille hinter den Schweizern und den Briten. Drei Monate später erreichten die vier den neunten Platz bei den Olympischen Spielen in Rio de Janeiro.
Der 1,82 m große Tobias Franzmann studierte in Hamburg, startete aber für den Ruderverein Saarbrücken.